# Calamus sedens
Calamus sedens är en enhjärtbladig växtart som beskrevs av John Dransfield. Calamus sedens ingår i släktet Calamus och familjen Arecaceae. Inga underarter finns listade i Catalogue of Life.